# Bondues
Bondues är en kommun i departementet Nord i regionen Hauts-de-France i norra Frankrike. Kommunen ligger i kantonen Marcq-en-Barœul som tillhör arrondissementet Lille. År 2022 hade Bondues 9 666 invånare.

## Befolkningsutveckling
Antalet invånare i kommunen Bondues
| Referens: INSEE |